# FK Mariupol
Az FK Mariupol, vagy röviden csak Mariupol (ukránul: Футбольний клуб Маріуполь, magyar átírásban: Futbolnij klub Mariupol) egy ukrán labdarúgócsapat Mariupolban, Ukrajnában. Jelenleg az ukrán élvonalban szerepel.

## Korábbi nevei
- 1960–1961: Avangard
- 1961–1964: Azovsztal
- 1966–1971: Azovec
- 1971–1974: Metallurg
- 1974–1976: Lokomotyiv
- 1976–1992: Novator
- 1992–1996: Azovec
- 1996–2002: Metalurh
- 2002–2017: Illicsivec
- 2017–: FC Mariupol

## Története
Az Azovi-tenger partján fekvő Zsdanov (ma: Mariupol) városában 1960-ban alakult meg labdarúgó-szakosztály az Avangard sportegyesület részeként, amit a mai Illicsivec jogelődjeként tartanak számon. A Szovjetunió idején számos névváltozáson esett át, leghosszabb ideig Novator néven szerepelt alsóbb osztályú labdarúgó-bajnokságokban.
A független ukrán labdarúgó-bajnokság a harmadosztályában Azovec néven kezdte meg szereplését, és a már Metalurh névre keresztelt labdarúgócsapat 1996-ban másodosztályú tagságot ünnepelhetett. Mind a szerencse, mind a remek teljesítmény közrejátszott abban, hogy csak egy szezont töltött a második vonalban, és a Dinamo Kijiv második számú csapatának ezüstérmes pozíciójának köszönhette, hogy bronzérmes helyen lépett a legjobb ukrán csapatok közé.
A csapat remekeül beilleszkedett az élvonal vérkeringésébe, és bár 2007-ben egy évad erejéig elbúcsúzott az első osztálytól, mindmáig stabil tagnak tekinthető.
Az UEFA-kupa 2004–05-ös kiírásában az UEFA sportszerűségi ranglistájának köszönhetően vehetett részt.

## Eredmények

### Európaikupa-szereplés

#### Összesítve
| Kupa       | J | GY | D | V | LG–RG |
| ---------- | - | -- | - | - | ----- |
| UEFA-kupa  | 4 | 2  | 1 | 1 | 4–3   |
| Összesítve | 4 | 2  | 1 | 1 | 4–3   |

#### Szezonális bontásban
| Idény     | Kupa      | Forduló         | Klub         | 1. mérk. | 2. mérk. |
| --------- | --------- | --------------- | ------------ | -------- | -------- |
| 2004–2005 | UEFA-kupa | 1. selejtezőkör | Bananc       | 2–0      | 2–0      |
| 2004–2005 | UEFA-kupa | 2. selejtezőkör | Austria Wien | 0–0      | 0–3      |

Megjegyzés: Az eredmények minden esetben az Illicsivec szemszögéből értendőek, a félkövéren jelölt mérkőzéseket pályaválasztóként játszotta.